# Oliver Pocher

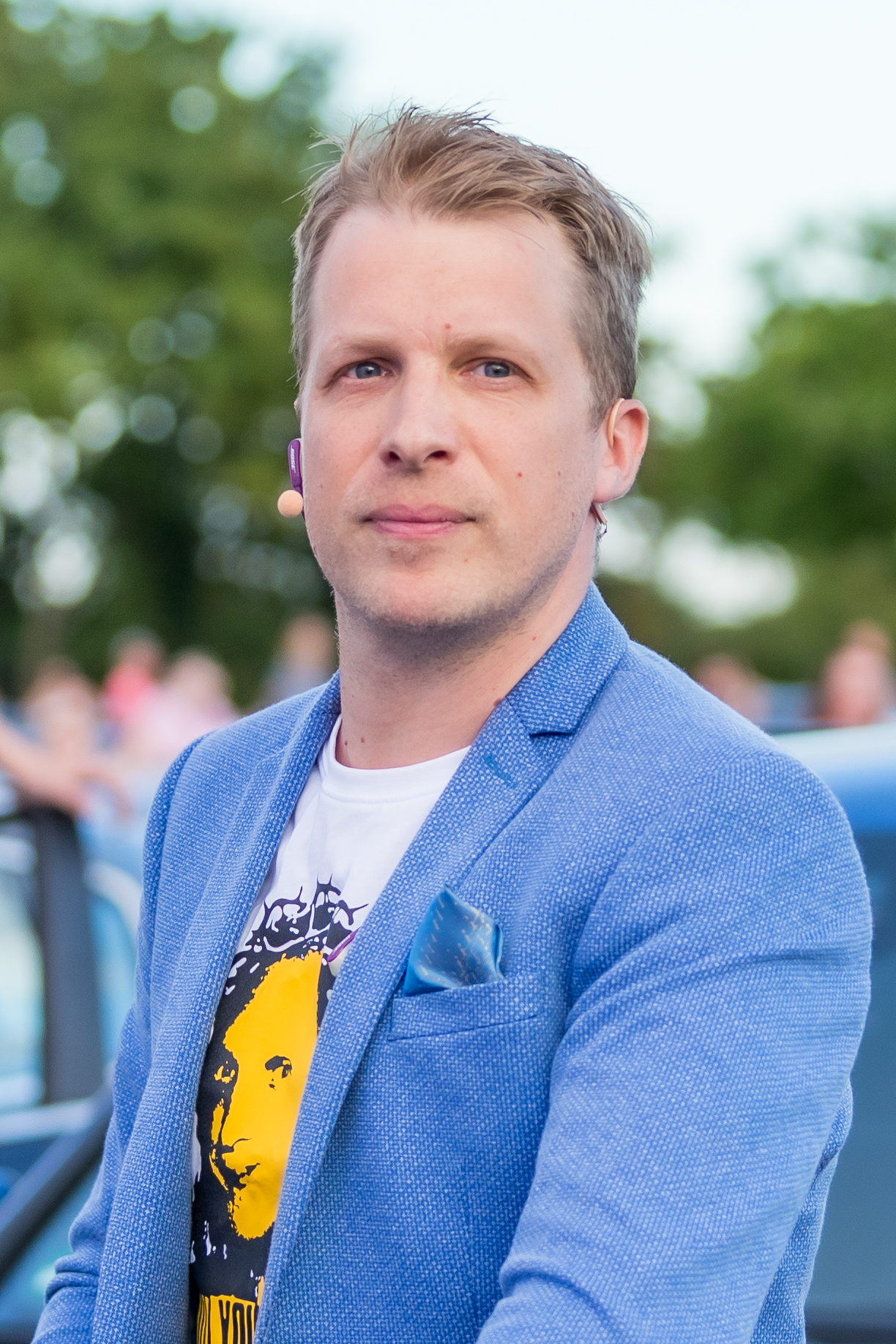
Oliver Pocher (2020)

Oliver Pocher (* 18. Februar 1978 in Hannover) ist ein deutscher Komiker, Fernsehmoderator und Schauspieler.

## Leben
Oliver Pocher wurde als Sohn des Finanzbuchhalters Gerhard Pocher und seiner Frau Jutta, einer Versicherungskauffrau, in Hannover geboren und wuchs im nahgelegenen Isernhagen-Altwarmbüchen auf. Nach dem Realschulabschluss an der Realschule Isernhagen 1993 begann Pocher eine dreijährige Ausbildung zum Versicherungskaufmann bei der Versicherungsgesellschaft „Signal“; es folgte der dreizehnmonatige Zivildienst beim Arbeiter-Samariter-Bund in Hannover. Während seiner Lehrzeit arbeitete er nebenberuflich bei mehreren Radiosendern sowie als DJ in Diskotheken und auf Familienfesten. Außerdem trat er in der Comediangruppierung Holla-Bolla und in einer Fernsehsendung der Moderatorin Birte Karalus auf.
Seine Eltern gehören den Zeugen Jehovas an. Pocher war bis zu seinem 18. Lebensjahr selbst bei den Zeugen Jehovas und missionierte ebenfalls an Haus- und Wohnungstüren. Er wurde auch nie aus der Glaubensgemeinschaft ausgeschlossen, über die er sich inzwischen kritisch äußert, ohne alle Ansätze schlecht zu finden.
Von 2002 bis 2004 war Pocher mit Annemarie Warnkross und von 2005 bis 2009 mit Monica Ivancan liiert. Nach der Trennung Mitte 2009 ging er mit Sandy Meyer-Wölden eine Beziehung ein. Das Paar heiratete 2010. Im selben Jahr wurde eine Tochter geboren und 2011 Zwillingssöhne. Die Trennung wurde im April 2013 bekanntgegeben. Von 2013 bis 2016 lebte Pocher in einer Beziehung mit der Tennisspielerin Sabine Lisicki. 2016 lernte er die Visagistin Amira Aly über die Datingplattform „Tinder“ kennen, die Beziehung führte zur Hochzeit im Jahr 2019. Die gemeinsamen Söhne wurden 2019 und 2020 geboren. In einem gemeinsamen Podcast gab das Ehepaar im August 2023 seine Trennung bekannt. Daraufhin schuf Pocher die Kunstfigur Dalai Karma (Anspielung auf Dalai Lama und Karma) als Parodie des Coaches Biyon Kattilathu. Kattilathu und sie hatten ein gemeinsames anwaltliches Schreiben veröffentlicht, in dem eine Beziehung der beiden dementiert wird. Im Juli 2024 erfolgte die Scheidung von Amira Pocher. Diese legte den Nachnamen Pocher ab und heißt künftig wieder Amira Aly.
Am 30. Mai 2008 gewann Pocher bei Wer wird Millionär? als erster Kandidat im Prominentenspecial mit Hilfe des Publikumsjokers eine Million Euro, die er der Per-Mertesacker-Stiftung und der McDonald’s Kinderhilfe spendete. Für sein ehrenamtliches Engagement für Kinder erhielt er 2009 von der Organisation Kinderlachen den Kind-Award. Seit 2013 ist Pocher Schirmherr des Ronald McDonald-Hauses in Sankt Augustin.
Pocher lebt in Köln-Hahnwald.

## Wirken

### Fernsehen
Seinen ersten Fernsehauftritt hatte Pocher am 28. Oktober 1998 in der Nachmittags-Talkshow von Bärbel Schäfer. Mit einer etwa fünfminütigen Nummer versuchte Pocher, das Publikum zum Lachen zu bringen und davon zu überzeugen, dass er das Talent zum Unterhalter beziehungsweise zum Komiker habe. Obwohl das Publikum ihn auspfiff, setzte er seinen Auftritt fort. Danach erklärte er der Moderatorin, dass er definitiv witzig sei und eine erfolgreiche Fernsehkarriere anstrebe. Am 29. September 1999 wurde Pocher während einer Fernsehsendung von Hans Meiser vom Musiksender VIVA für eine einwöchige Gastmoderation der Fernsehsendung Interaktiv ausgewählt und später fest angestellt. Er moderierte dort die Sendungen Chart Surfer, Trash Top 100, Was geht ab, Planet VIVA und zuletzt 2002 seine eigene Sendung Alles Pocher, … oder was?. Ab dem 25. Mai 2002 spielte er außerdem den Fred in der ARD-Fernsehserie Sternenfänger.
Vom 3. April 2003 bis zum 13. April 2006 moderierte er Rent a Pocher auf ProSieben. Im September 2003 gründete Pocher gemeinsam mit Brainpool die Pocher TV GmbH, die seither für seine Vermarktung zuständig war und an der er neben der Raab TV Produktions GmbH ein Drittel der Anteile hielt. Die Gesellschaft wurde 2008 aufgelöst.
Am 6. Oktober 2005 gewann Pocher den Musikpreis Comet in der Kategorie Live-Comedy. Im selben Jahr wurde er im Rahmen von Rent a Pocher zum Nationaltrainer der Fußballnationalmannschaft von Sansibar ernannt. Er betreute die Mannschaft unter anderem bei einem Spiel gegen deutsche Prominente sowie 2006 beim FIFI Wild Cup. Noch bevor die erste Staffel Let's Dance bei RTL startete, moderierte Pocher im Oktober 2005 Das große ProSieben Tanzturnier. Pocher war 2006 offizieller WM-Botschafter der Stadt Hannover und wurde im selben Jahr durch seine Werbespots für MediaMarkt einem breiteren Publikum bekannt. Er trat außerdem im Quatsch Comedy Club auf.
Vom 3. April 2006 bis zum Beginn der Fußball-Weltmeisterschaft moderierte Pocher die Sendung Pochers WM-Countdown bei ProSieben. Am 28. April erschien seine erste Single mit dem Titel Schwarz und weiß – die offizielle DFB-Fan-Hymne. Am 26. Juli erhielt Pocher eine Rolle in der Verfilmung des Hörspiels Hui Buh. Er spielte darin den jungen, einfältigen Geist eines Fahrstuhlführers aus dem frühen 20. Jahrhundert. In dem Film Vollidiot (basierend auf dem gleichnamigen Roman von Tommy Jaud) spielte er 2007 mit der Figur des Simon Peters seine erste Hauptrolle.

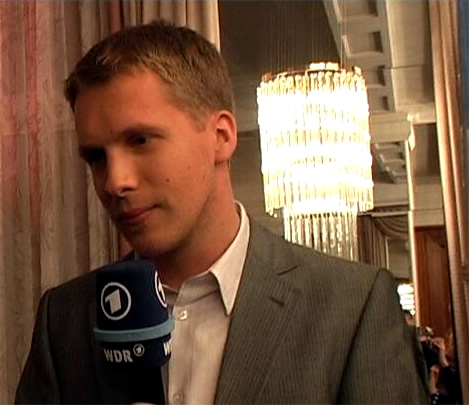
Oliver Pocher bei einer Liveschaltung zu Schmidt & Pocher (2008)

Im selben Jahr wechselte er von seinem ursprünglichen Haussender ProSieben zur ARD. Dort präsentierte er ab dem 25. Oktober 2007 mit Harald Schmidt die gemeinsame Late-Night-Show Schmidt & Pocher im Ersten. Die ARD kündigte im Dezember 2008 das Ende der gemeinsamen Show für April 2009 an. Im Herbst 2009 verließ Pocher die ARD.
Am 21. Februar 2009 moderierte Pocher gemeinsam mit Barbara Schöneberger in einer damals noch O2 World Berlin genannten Veranstaltungshalle die Echoverleihung 2009. Bei RTL trat Pocher zwischen 2009 und 2012 in mehreren Folgen der Actionserie Alarm für Cobra 11 – Die Autobahnpolizei in einer Gastrolle auf. In der Folge vom 6. September 2012 wirkte Pocher letztmals mit, da die von ihm dargestellte Serienfigur Oliver Sturm darin ermordet wurde.
Am 18. April 2009 hatte Pocher einen Gastauftritt in der sechsten Staffel von Deutschland sucht den Superstar und sang Durch den Monsun der Band Tokio Hotel. Einen Monat später, am 29. Mai, moderierte er die live ausgestrahlte VIVA-Comet-2009-Verleihung in der König-Pilsener-Arena. Seine erste eigene Sendung bei Sat.1 lief im Juli 2009 und trug den Titel Sportfreunde Pocher – Alle gegen die Bayern. In der Show sollte Pocher verschiedene Hobbyfußballer und Prominente zu einem Team zusammenführen, das am 25. Juli 2009 in der Veltins-Arena gegen den FC Bayern München antrat.
Von Oktober 2009 bis März 2011 war Pocher mit seiner eigenen Late-Night-Show wöchentlich jeden Freitag bei Sat.1 zu sehen. In Die Oliver Pocher Show gab es bereits bekannte dramaturgische Elemente sowohl aus Late-Night wie auch von Rent a Pocher. Von 2009 bis 2017 und 2019 bis 2021 moderierte Pocher 5 gegen Jauch auf RTL. Von Januar 2013 bis Mai 2014 trat er auf RTL außerdem in seiner eigenen Sendung Alle auf den Kleinen unter der Moderation von Sonja Zietlow in einer mehrstündigen Spielshow gegen eine Gruppe von Kandidaten im Kampf um bis zu 100.000 Euro an. Ab August 2011 übernahm er zusammen mit Jessica Kastrop alle zwei Wochen beim Pay-TV-Sender Sky Deutschland die Moderation der Sportsendung Samstag LIVE! und war angeblich seit Januar 2013 Moderator der Morningshow des Radiosenders bigFM. Tatsächlich wurden in der Morningshow nur aufgezeichnete Beiträge von Pocher abgespielt. Auf Sat.1 moderierte er im Jahr 2013 die Fernsehshow Mein Mann kann sowie Das Duell – Alle gegen den BVB. Im September 2013 moderierte er gemeinsam mit Cindy aus Marzahn das Format Promi Big Brother und war mit ihr Moderator bei der Verleihung des Deutschen Fernsehpreises 2013 Anfang Oktober. Seit 2014 ist er Jurymitglied der Castingshow Die große Chance sowie der Ableger Die große Comedy Chance und Die große Chance der Chöre, die auf ORF eins in Österreich ausgestrahlt werden.
Im November 2016 nahm Pocher an der Tanzshow Deutschland tanzt (ProSieben) teil und erreichte den zweiten Platz. 2017 siegte er bei Global Gladiators. Im gleichen Jahr moderierte Pocher gemeinsam mit Oliver Schwesinger die Fußball-Sendung Fantalk auf Sport1, die der Sender nach einer Ausgabe wieder absetzte. 2019 tanzte Pocher in der 12. Staffel der RTL-Tanzshow Let’s Dance mit der Professionistin Christina Luft auf Platz sieben. Im Dezember 2019 gab RTL bekannt, Oliver Pocher mit einem Exklusivvertrag für zunächst zwei Jahre an sich gebunden zu haben. Januar 2020 parodierte Pocher gemeinsam mit Ehefrau Amira eine Instagram-Story von Laura Müller, in der sie ihren Partner Michael Wendler mit einem Auto überraschte. Pochers Fans taten es ihm gleich und veröffentlichten unter dem Hashtag Wendlerchallenge eigene Parodien des rund 90-sekündigen Videos. In den folgenden Wochen parodierte Pocher immer wieder Fotos und Videos des Sängers, die dieser bei Instagram hochlud, sowie insbesondere dessen Song Egal. Der 2017 von Michael Wendler veröffentlichte Song Egal trat infolgedessen Ende Februar 2020 auf Platz 50 der Deutschen Singlecharts ein. Am 1. März 2020 sendete RTL die Liveshow Pocher vs. Wendler – Schluss mit lustig!, bei der auch Müller und Amira Pocher auftraten.
Während der COVID-19-Pandemie war Pocher ab dem 23. März 2020 Teil des kurzfristig ins Leben gerufenen TV-Formats „Die Quarantäne-WG – Willkommen Zuhause!“. Via Livestream im Internet diskutierte er mit Günther Jauch und Thomas Gottschalk die aktuelle Lage und sprach mit zugeschalteten Gästen. Nach drei Tagen stellte RTL die Sendung wegen stark gefallener Zuschauerzahlen wieder ein.
Ab Mitte Mai 2020 moderierte er die Late-Night-Show Pocher – gefährlich ehrlich! Als Sidekick wirkte Amira Pocher mit. Im Mai 2021 setzte RTL die Show ab. Von 2020 bis 2023 strahlte RTL die Sendung Pocher & Papa auf Reisen aus, in der Pocher und sein Vater gemeinsam mehrere Länder bereisten.
Seit 2022 moderiert Pocher Jauch gegen …, die Nachfolgesendung von 5 gegen Jauch.

## Kontroversen
- Nachdem Pocher während der Sendung Wetten, dass..? am 22. Januar 2005 einer Zuschauerin eine Schönheitsoperation empfohlen hatte, verklagte sie ihn auf Zahlung von Schmerzensgeld in Höhe von 25.000 Euro. Trotz telefonischer und öffentlicher Entschuldigungen konnte er den Konflikt nicht außergerichtlich beilegen. Im Januar 2006 wurde Pocher vom Landgericht Hannover zur Zahlung von Schmerzensgeld in Höhe von 6.000 Euro verurteilt. Die zuständige Richterin bezeichnete Pochers Aussage („Du siehst ganz schön alt aus für dein Alter“) als eine „erheblich herabsetzende Äußerung“.[56] Pocher setzte die öffentliche Beleidigung im Januar 2008 in der Fernsehsendung Johannes B. Kerner fort, indem er abermals über das Aussehen der Frau lästerte und sich über das Urteil lustig machte. Dafür wurde erneut eine Klage gegen ihn eingereicht, der abschließende Vergleich enthielt eine weitere Zahlung von Schmerzensgeld.[57]
- Im Oktober 2007 wurde in Schmidt & Pocher ein Sketch über ein Gerät namens „Nazometer“ aufgeführt, das bei problematischen Wörtern bezüglich der deutschen Geschichte von 1933 bis 1945 Alarm schlagen sollte. Schmidt wie Pocher machten sich nachfolgend einen Spaß daraus zu sagen, dass man zu Hause einen Gasherd habe und morgens dusche. Clemens Heni wertete dies als sekundären Antisemitismus.[58]
- Im April 2008 wurde Pocher in der Sendung Schmidt & Pocher am Ende einer Folge von Harald Schmidt ungewöhnlich scharf für seinen Umgang mit der norwegischen Sängerin Maria Mena kritisiert; Schmidt nahm dabei Bezug auf Pochers überforderte Reaktion auf eine Aktion der Künstlerin Lady Bitch Ray in der gleichen Sendung, und stellte sie dem missglückten Versuch einer Kritik Pochers am Auftritt Menas gegenüber, die als Parodie auf Dieter Bohlen angelegt war.[59][60]
- Im Januar 2009 parodierte Pocher in der Fernsehsendung Schmidt & Pocher den von Tom Cruise in Operation Walküre gespielten Hitler-Attentäter Claus Schenk Graf von Stauffenberg und stieß dabei auf negative Resonanz, woraufhin der Rundfunkrat sich am 27. März mit dem Vorgang beschäftigte.[61]
- Im Februar 2014 sorgte er mit einem als rassistisch kritisierten Witz gegenüber Kanye West und Kim Kardashian für einen Eklat auf dem Wiener Opernball.[62][63][64]
- Im Mai 2020 wurden Vorwürfe laut, Pocher habe herabsetzendes Doxing begangen, als er auf Social-Media-Kanälen Ausschnitte aus einem fast zehn Jahre alten freizügigen Video einer Influencerin publik gemacht hatte. Scharfe Kritik erfuhr auch seine Veröffentlichung einer Internetseite, die belegen sollte, dass eine Freundin der Influencerin früher als Sexarbeiterin tätig gewesen sei.[65][66] Im Zuge dieses Eklats veröffentlichte die Antilopen Gang den Disstrack Kleine miese Type (in Anspielung auf ein Schmidt-Zitat aus Schmidt & Pocher) gegen Pocher.[67][68] Der Medienjournalist Stefan Winterbauer kommentierte, Influencer müssten sich als öffentliche Personen Kritik an ihrem Werk gefallen lassen, beim Doxing sei Pocher jedoch zu weit gegangen, was auch deshalb geschehen sein könnte, weil er keine Redaktion als Kontrollinstanz habe.[69]
- Pocher betreibt auf Instagram das IGTV-Format Bildschirmkontrolle, das die Arbeit von Influencern kritisch behandelt. Das Format brachte ihm Kritik von Influencern ein und zog Klagenandrohungen nach sich.[70]

- Im März 2022 schlug der Influencer „Fat Comedy“ (bürgerlich Omar Giuseppe Sumrain) Pocher am Rande eines Kampfes des Boxers Felix Sturm in der Dortmunder Westfalenhalle mit der flachen Hand ins Gesicht. Er ließ den Vorfall aufnehmen und verbreitete das Video in den sozialen Medien. Daraufhin wurden im Internet zahlreiche Montagen der Aufnahmen veröffentlicht. Oliver Pocher wehrte sich vor Gericht dagegen und erwirkte im Juli 2023 vor dem Landgericht Frankfurt am Main eine Entschädigung in Höhe von 45.000 Euro und ein Schmerzensgeld von 5.000 Euro (also insgesamt 50.000 Euro) von Sumrain. Bereits im Mai 2023 wurde Sumrain vom Oberlandesgericht Frankfurt am Main untersagt, ein Video von sich prügelnden Affen zu verbreiten, das sich auf den Vorfall bezieht.[71][72]
- Im Mai 2024 nahm Pocher bei einem Auftritt auf dem Sommerfest des Südwestrundfunks gewohnheitsmäßig Besucher in den vorderen Reihen aufs Korn, darunter eine Ärztin und deren offenbarte Jungfräulichkeit.[73][74] Der SWR distanzierte sich später von diesem Auftritt und kritisierte, dass „derartige verletzende Bloßstellungen in einem öffentlich-rechtlichen Angebot nichts verloren [hätten].“[75] Pocher verteidigte sich gegen die Kritik; die Besucherin habe weder „Heulkrämpfe noch irgendetwas gehabt“. Das Sommerfest sei „auch eine Comedyveranstaltung [...] Und wenn man es nicht abkann, sich in der ersten Reihe auch mal einen Spruch zu fangen, dann muss man einfach sich verpissen und kann nicht da sein.“[74]

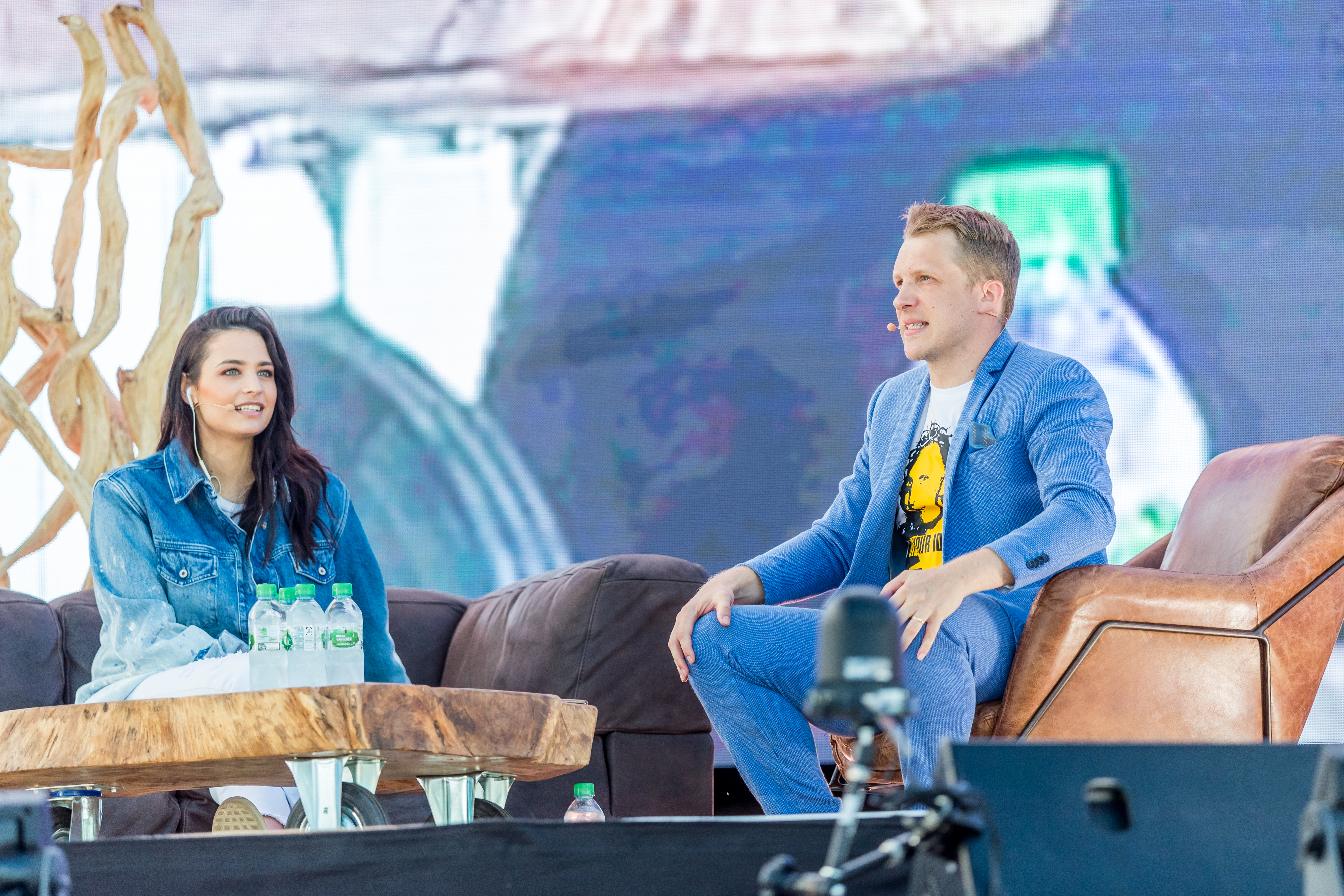
Pocher mit Amira Pocher bei einem Liveauftritt im Rahmen ihres Podcasts (2020)

## Diverses
- Pocher war beim DEL All-Star Game 2009 als Co-Trainer des Team Europas tätig und kassierte kurz nach seiner eigenen Einwechslung eine zehnminütige Disziplinarstrafe.
- Auf dem Album Heavy Metal Payback des Rappers Bushido hatte Pocher einen Gastauftritt im Song Kennst du die Stars.
- Von August 2019 bis März 2020 betrieb er gemeinsam mit Matze Knop den Fußball-Podcast Messi & Ronaldo. 2020 startete er gemeinsam mit seiner Ehefrau Amira den Podcast Die Pochers hier!, dessen Titel 2022 zu Die Pochers! verkürzt wurde. Nach der Trennung des Paars gab Pocher im Oktober 2023 die Einstellung des Podcasts mit Amira Pocher bekannt.[76] Er führt den Podcast seither mit seiner früheren Frau Alessandra Meyer-Wölden fort.[77]

## Diskografie
Studioalben

| Jahr | Titel Musiklabel                                                          | Höchstplatzierung, Gesamtwochen, AuszeichnungChartplatzierungen (Jahr, Titel, Musiklabel, Platzierungen, Wochen, Auszeichnungen, Anmerkungen) | Höchstplatzierung, Gesamtwochen, AuszeichnungChartplatzierungen (Jahr, Titel, Musiklabel, Platzierungen, Wochen, Auszeichnungen, Anmerkungen) | Höchstplatzierung, Gesamtwochen, AuszeichnungChartplatzierungen (Jahr, Titel, Musiklabel, Platzierungen, Wochen, Auszeichnungen, Anmerkungen) | Anmerkungen                                                 |
| Jahr | Titel Musiklabel                                                          | DE | AT | CH | Anmerkungen                                                 |
| ---- | ------------------------------------------------------------------------- | --- | --- | --- | ----------------------------------------------------------- |
| 2007 | It’s My Life – Aus dem Leben eines B-Promis Spassgesellschaft! (Sony BMG) | DE25 (5 Wo.)DE | AT*AT | CH45 (2 Wo.)CH | Erstveröffentlichung: 28. September 2007 * siehe Videoalbum |

## Filmografie (Auswahl)

### Kinofilme
- 2006: 7 Zwerge – Der Wald ist nicht genug
- 2006: Hui Buh – Das Schlossgespenst (Kurzauftritt)
- 2007: Vollidiot
- 2010: Hanni & Nanni
- 2012: Frisch gepresst
- 2015: Bruder vor Luder
- 2017: Unter deutschen Betten

### Fernsehen
- 2001: Sternenfänger (Das Erste)
- 2003: Was nicht passt, wird passend gemacht (ProSieben, 1 Folge)
- 2009–2012: Alarm für Cobra 11 – Die Autobahnpolizei (RTL, 4 Folgen)
- 2009, 2012: Pastewka (Sat.1, 2 Folgen)
- 2010: Anna und die Liebe (Sat.1, 1 Folge)
- 2013: Der Weihnachtskrieg (Sat.1)
- 2024: Das Traumschiff: Nusantara (ZDF)

### Synchronisation
- 2004: Leisure Suit Larry – Magna Cum Laude
- 2004: Harold & Kumar
- 2006: Urmel aus dem Eis
- 2008: Urmel voll in Fahrt

## Moderation

### Aktuelle Moderation
- seit 2023: Die Pochers! Frisch recycelt, Podimo
- seit 2022: Jauch gegen …, RTL
- seit 2020: Der König der Kindsköpfe, RTL
- seit 2020: Pocher & Papa auf Reisen, RTL

### Frühere Moderation
- 1999–2002: Interaktiv (VIVA)
- 1999–2000: Was geht ab? (VIVA)
- 1999–2000: Planet Viva (VIVA)
- 1999–2000: Chartsurfer (VIVA)
- 2002: Alles Pocher, … oder was? (VIVA)
- 2003–2006: Rent a Pocher (ProSieben)
- 2004–2005: Trash Top 100 (VIVA)
- 2004–2011: Schillerstraße (Sat.1)
- 2005: Das war’s – Pochers Jahresrückblick 2005 (ProSieben)
- 2006: Pochers WM-Countdown (ProSieben)
- 2006: Pocher zu Gast in Deutschland (ProSieben)
- 2007: Gameshow-Marathon (ProSieben)
- 2007–2009: Schmidt & Pocher (Das Erste)
- 2009: Sportfreunde Pocher – Alle gegen die Bayern (Sat.1)
- 2009–2017, 2019–2021: 5 gegen Jauch (RTL)
- 2009–2011: Die Oliver Pocher Show (Sat.1)
- 2011–2013: Samstag LIVE! (Sky)
- 2012: Die RTL Comedy Woche (RTL)
- 2013: Alle auf den Kleinen (RTL)
- 2013: Mein Mann kann (Sat.1)
- 2013: Das Duell – Alle gegen den BVB (Sat.1)
- 2014: Die große Comedy Chance (ORF eins)
- 2016: Deutschland tanzt (ProSieben)
- 2017: Global Gladiators (ProSieben)
- 2017: The Taste – „Promis am Löffel“ (Sat.1)
- 2018: Dinner Party (Sat.1)
- 2018: Fort Boyard (Sat.1)
- 2020: Bin ich schlauer als...? (RTL)
- 2020: Pocher vs. Wendler – Schluss mit lustig! (RTL)
- 2020: Pocher – gefährlich ehrlich! (RTL)
- 2021: Comedy Märchenstunde (Sat.1)[78]
- 2020–2022: Die Pochers hier! (RTL+)
- 2022–2023: RTL Wasserspiele
- 2022–2023: Die Pochers! (Podimo)[79]
- 2024: Ein Haus voller Geld (RTL Zwei)
- 2024: Dinge gibt’s (RTL Zwei)

### Einzelauftritte
- 2004–2005: Wok-WM (ProSieben)
- 2004: TV total EM-Spezial (ProSieben)
- 2005: Das TV total Championat (ProSieben)
- 2005: Bundesvision Song Contest 2005 (ProSieben)
- 2005: TV total Turmspringen (ProSieben)
- 2006: Bravo Otto (ProSieben)
- 2007: ProSieben Bundesjugendspiele (ProSieben)
- 2008–2009: VIVA Comet (VIVA)
- 2009: Echo (Das Erste)
- 2012: The Dome (RTL II)
- 2013: Promi Big Brother (Sat.1)
- 2013: Der große Sat.1 Führerschein-Test 2013 (Sat.1)
- 2013: Deutscher Fernsehpreis 2013 (Sat.1)
- 2013: ran Fußball (Kabel eins)
- 2018–2020: Mord mit Ansage – Die Krimi-Impro Show (Sat.1)
- 2021: Die Abrechnung des Jahres (RTL)
- 2022: Zeig uns Deine Stimme! (RTL, Vertretung)

### Radiomoderation
- 2013: Deutschlands biggste Morningshow (bigFM)

## Auszeichnungen
- 2004: Goldener Bravo Otto in der Kategorie „Comedy“
- 2005: Goldener Bravo Otto in der Kategorie „Comedy“
- 2005: Comet in der Kategorie „Beste Live-Comedy“
- 2005: Deutscher Comedypreis für „Beste Comedy-Show“
- 2005: Jetix Kids Award in der Kategorie „Coolster TV-Star“
- 2006: Goldener Bravo Otto in der Kategorie „Comedy“
- 2006: Radio Regenbogen Comedy Award
- 2007: Goldener Bravo Otto in der Kategorie „Comedy“
- 2008: Preis der beleidigten Zuschauer
- 2009: KIND-Award von Kinderlachen
- 2019: Ehrensenatorenwürde der Lindener Narren (1. Karnevalsgesellschaft „Blau-Weiß Linden“ von 1965 e. V. Hannover)